# Latvijas Radio

Logo van Latvijas Radio

De Latvijas Radio (LR) is de publieke radio-omroep van Letland, die samen met Latvijas Televīzija (LTV), de televisie-afdeling, de Letste publieke omroep vormt.